# ملفين أدريان
ملفين أدريان (بالفرنسية: Melvin Adrien)‏ (30 أغسطس 1993 - ) هو لاعب كرة قدم فرنسي ومدغشقر في مركز حراسة المرمى.

## وصلات خارجية
- ملفين أدريان على موقع قاعدة بيانات كرة القدم.إي يو (الإنجليزية)
- ملفين أدريان على موقع ناشيونال فوتبول تيمز (الإنجليزية)
- ملفين أدريان على موقع Soccerway.com (الإنجليزية)